# Liceum Ogólnokształcące im. Henryka Sienkiewicza w Nowej Rudzie
Liceum Ogólnokształcące im. Henryka Sienkiewicza w Nowej Rudzie – najstarsza szkoła ponadpodstawowa w Nowej Rudzie. Jej siedziba znajduje się przy os. Piastowskim 17.

## Historia
4 września 1945 placówka rozpoczęła działalność jako Państwowe Gimnazjum i Liceum w Nowej Rudzie w obiekcie wybudowanym w stylu neoklasycyzmu połączonego z neobarokiem, odwołującym się do czasów panowania Fryderyków i Wilhelmów: Fryderyka I Pruskiego, Wilhelma I Pruskiego, Fryderyka II Wielkiego, Wilhelma II Pruskiego. Regularne zajęcia rozpoczęły się 10 września 1945. W pierwszy dzień nauki uczyło się w niej około 200 uczniów, pracowało 10 nauczycieli, we wrześniu rozpoczęła działalność pierwsza drużyna harcerska. Budynek po wojnie wymagał renowacji, gdyż podczas niej pełnił funkcje szpitala wojskowego, a sala gimnastyczna – magazynu zbożowego. W związku z trudnościami lokalowymi małe poddasze zaadaptowano na salkę przedmiotową przysposobienia obronnego. Remont sali gimnastycznej wykonała Kopalnia Węgla Kamiennego Nowa Ruda. Pierwszym dyrektorem placówki został Józef Czechowicz.
W 1946 liceum otrzymało imię Henryka Sienkiewicza z okazji 100 rocznicy urodzin noblisty. W roku szkolnym 1948/49 zmieniła się struktura szkolnictwa w naszym kraju i dawny podział na czteroletnie gimnazjum, kończące się małą maturą i dwuletnie liceum finalizowane dużą maturą zaczął znikać. W 1966 dyrektorem placówki został Antoni Mackiewicz. W tym samym roku utworzono jedenastolatkę: połączono Szkołę Podstawową nr 1 z gimnazjum i liceum. Powstała placówka o nazwie – Szkoła Ogólnokształcąca Towarzystwa Przyjaciół Dzieci Stopnia Podstawowego i Ogólnokształcącego. W 1966 podzielono jedenastkę na szkołę podstawową i liceum ogólnokształcące w Nowej Rudzie. Od początku powstania liceum do 1974 nauka odbywała się w gmachu poniemieckiego progimnazjum przy ulicy – dziś Kopernika 8. W czerwcu 1974 nastąpiła przeprowadzka liceum do nowej siedziby przy os. Piastowskim 17. W 1975 odbył się III Zjazd Absolwentów. W roku szkolnym 1976/77 decyzją kuratorium w Wałbrzychu utworzono Zespół Szkół Ogólnokształcących, w skład którego weszły: Liceum Ogólnokształcące; Liceum dla Pracujących; średnie studia zawodowe oraz przez kilka lat starsze oddziały Szkoły Podstawowej nr 4 w Nowej Rudzie. Od roku 1979 za dyrektora Stanisława Krzyżanowskiego Liceum Ogólnokształcące w Nowej Rudzie nosiło ponownie imię Henryka Sienkiewicza.
W 1995 odbył się Zjazd Absolwentów, w 50 rocznicę powstania liceum. W 2005 placówka po wielu transformacjach nazwy, nosiła nazwę: Zespół Szkół Ogólnokształcących. Funkcjonowały w nim następujące typy szkół: trzyletnie Liceum Ogólnokształcące – od 1 września roku 2002 – będące szkołą ponadgimnazjalną oraz Uzupełniające Liceum Ogólnokształcące, przeznaczone dla uczniów po szkole zawodowej. Cykl kształcenia w pierwszej z nich trwał trzy lata, a w drugiej dwa. W 2005 za dyrektora Ryszarda Sonnaka LO w Nowej Rudzie w Ogólnopolskim Rankingu Szkół Średnich przeprowadzonym przez „Newsweek” uplasowało się na 10 miejscu. W dniach 13–14 czerwca 2015 z okazji 70–lecia szkoły odbył się Zjazd Absolwentów. 2 czerwca 2017 w liceum w Nowej Rudzie odsłonięto tablicę upamiętniającą pracę profesora Witolda Rotera, jako nauczyciela w tym liceum. W tym samym dniu na noworudzkim rynku odsłonięto obelisk upamiętniający prof. Rotera. 17 czerwca 2015 w siedzibie Wojskowej Akademii Technicznej w Warszawie wicestarosta Małgorzata Jędrzejewska-Skrzypczyk, Robert Zynkowski – dyrektor Liceum Ogólnokształcącego im. Henryka Sienkiewicza w Nowej Rudzie oraz rektor WAT gen. bryg. prof. Zygmunt Mierczyk podpisali list intencyjny o współpracy.
Od 1 września 2017 w związku z reformą edukacji Liceum Ogólnokształcące im. Henryka Sienkiewicza w Nowej Rudzie realizuje 4-letnie kształcenie ogólne w systemie dziennym (na podbudowie szkoły podstawowej). W roku szkolnym 2018/2019 było 210 uczniów w ośmiu oddziałach, zajęcia odbywały się w dwudziestu jeden klasach i sali gimnastycznej, zatrudnionych było 27 nauczycieli. 2 czerwca 2022 Liceum Ogólnokształcące im. Henryka Sienkiewicza w Nowej Rudzie zyskało nową pracownię informatyczną, inwestycja została zrealizowana ze środków pozyskanych z Budżetu Obywatelskiego Gminy Miejskiej Nowa Ruda. 3 czerwca 2023 odbył się w liceum Zjazd Absolwentów rocznika 1973, podczas którego odsłonięto kamienną tablicę z podobizną byłego dyrektora Antoniego Mackiewicza. Liceum Ogólnokształcące im. Henryka Sienkiewicza jest najstarszą szkołą w Nowej Rudzie. Organem prowadzącym jest Rada Powiatu Kłodzkiego, w zakresie nadzoru pedagogicznego decyduje dolnośląski kurator oświaty.

## Dyrektorzy
- Józef Czechowicz (1945–1948)
- Bolesław Krzyżanowski (I–VIII 1949)
- Antoni Rzęsikowski (1949–1964)
- Jan Gniadek (1964–1966)
- Antoni Mackiewicz (1966–1977)
- Stanisław Krzyżanowski (1977–1980)
- Sabina Skowron (1980–1991)
- Ryszard Sonnak (1991–2006)
- Izabela Zynkowska (2006–2009)
- Marzanna Pietrzak (2009–2014)
- Robert Zynkowski (od 2014)

Źródło:

## Absolwenci
- Teresa Bazała – nauczycielka, posłanka na Sejm I kadencji[12]
- Jerzy Gara – nauczyciel, działacz ekologiczny[12]
- Dorota Idzi – pięcioboistka, medalistka mistrzostw świata i Europy[16]
- Zdzisław Leśniak – aktor teatralny i filmowy[17]
- Stanisława Łowińska – poetka, dziennikarka[18]
- Karol Maliszewski – poeta, prozaik, krytyk literacki[12]
- Anita Rywińska – profesor nauk biologicznych[19][20]
- Henryk Sułek – nauczyciel wychowania fizycznego w LO Nowa Ruda[21]
- Aleksander Szwed – polityk, samorządowiec, senator IX i X kadencji[12]
- Andrzej Tomko – ksiądz, teolog, pedagog, nauczyciel akademicki[22]
- Janusz Trzciński – sędzia i wiceprezes Trybunału Konstytucyjnego[23]
- Magdalena Zamolska – kolarka[24], mistrzyni i reprezentantka Polski[2]
- Krystyna Ziętak – doktor habilitowany nauk matematycznych[25]

Źródło:

## Osoby związane ze szkołą
- Andrzej Behan – nauczyciel, radny, red. nacz. „Gazety Noworudzkiej”[26]
- Wojciech Kołodziej – były dyrektor MOK w Nowej Rudzie[27]
- Bronisław Janusz Kuśmierz – nauczyciel LO w Nowej Rudzie[12]
- Antoni Mackiewicz – nauczyciel, dyrektor, radny miejski[2]
- Kamila Malik – zastępca dyr. LO, dyr. Szkoły Europejskiej w Brukseli[28]
- Ryszard Sonnak – nauczyciel, dyrektor[2]
- Witold Roter – nauczyciel LO w Nowej Rudzie
- Ryszard Rybka – nauczyciel, społecznik, redaktor naczelny „GN”[29]
- Robert Zynkowski – nauczyciel, dyrektor LO[2]

Źródło:

## Galeria zdjęć

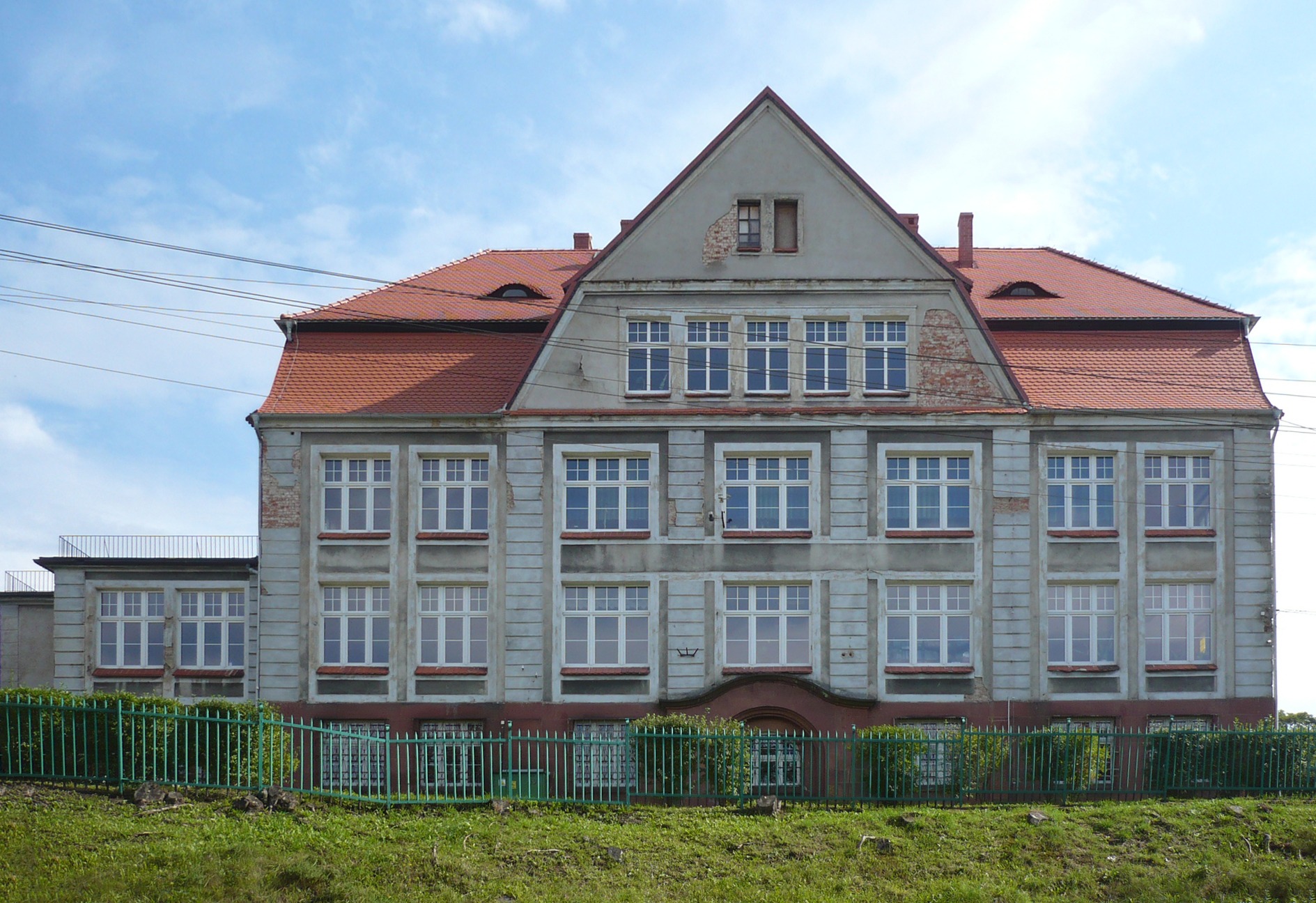
Pierwsza siedziba LO
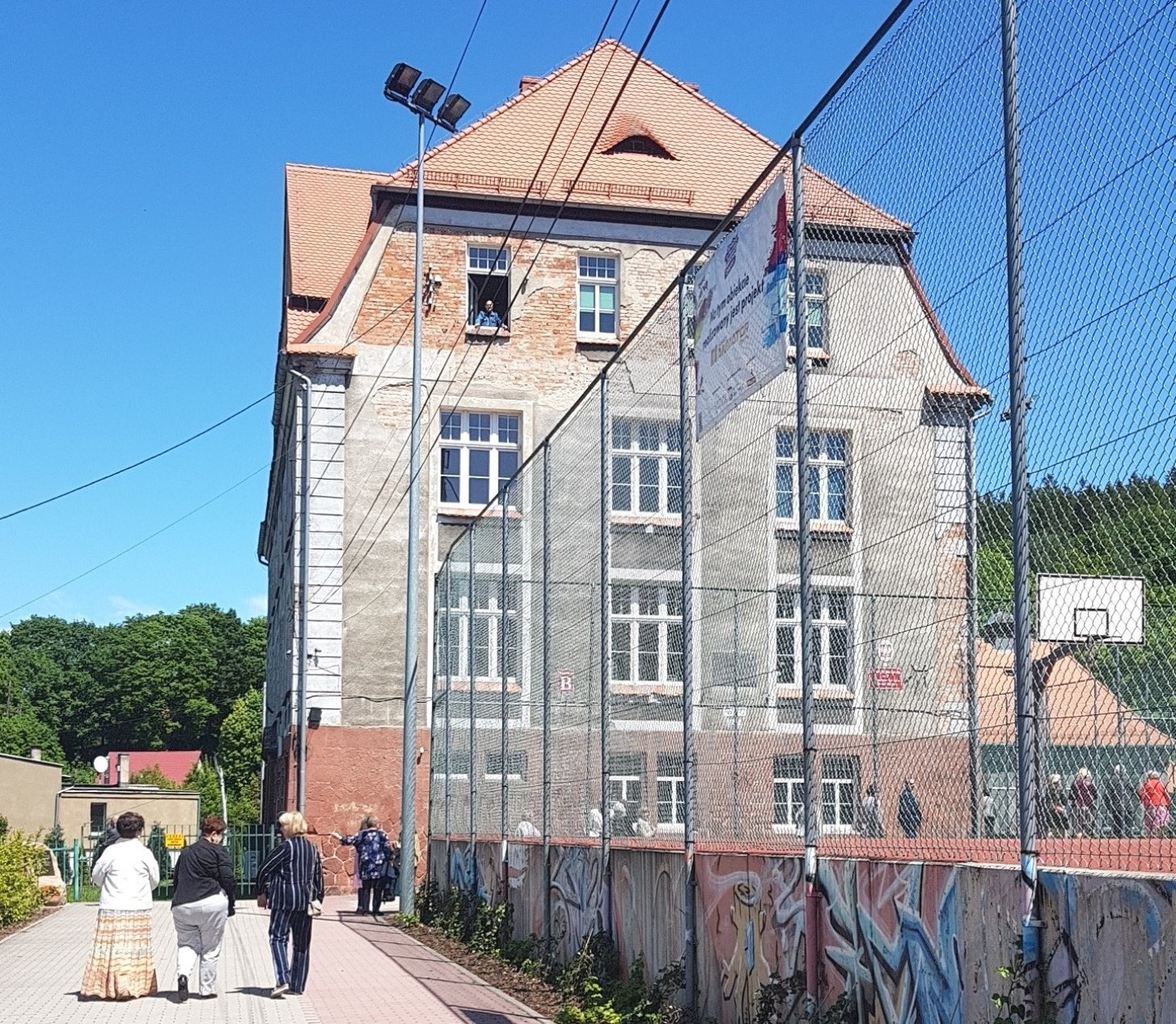
Pierwsza siedziba LO (1945–1974)
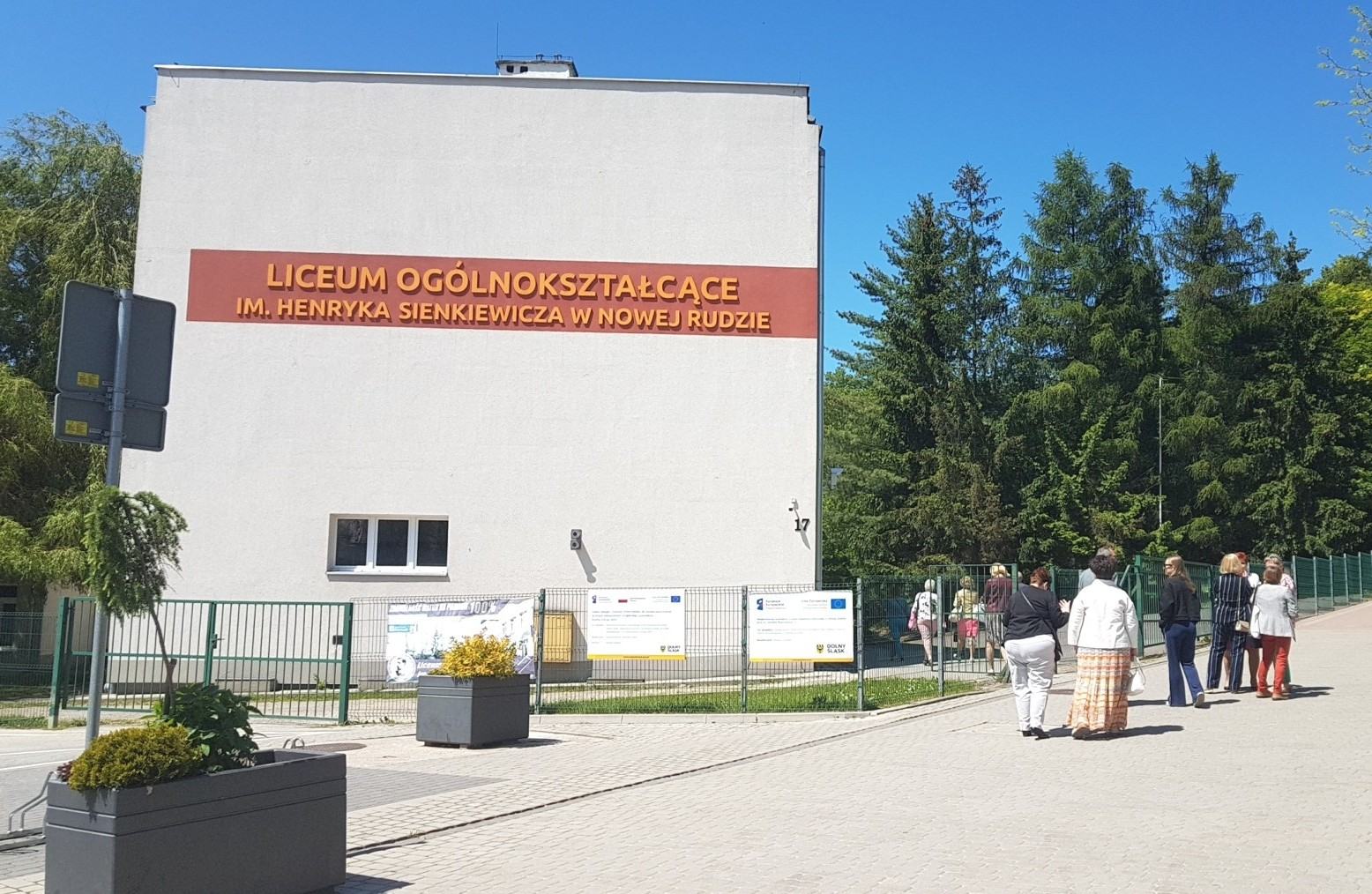
Druga siedziba LO, os. Piastowskie 17
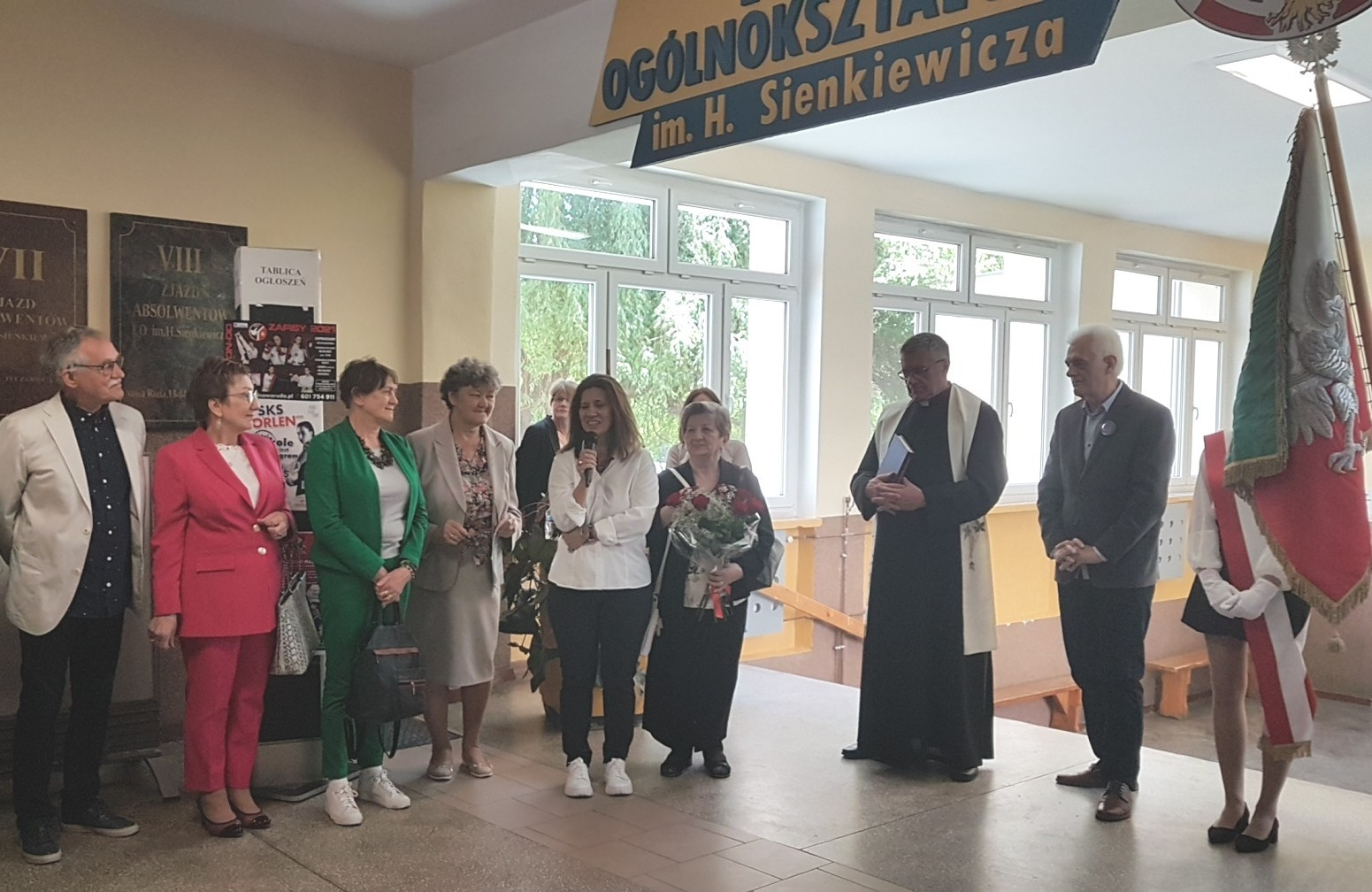
3 czerwca 2023. Odsłonięcie tablicy pamiątkowej Antoniego Mackiewicza.
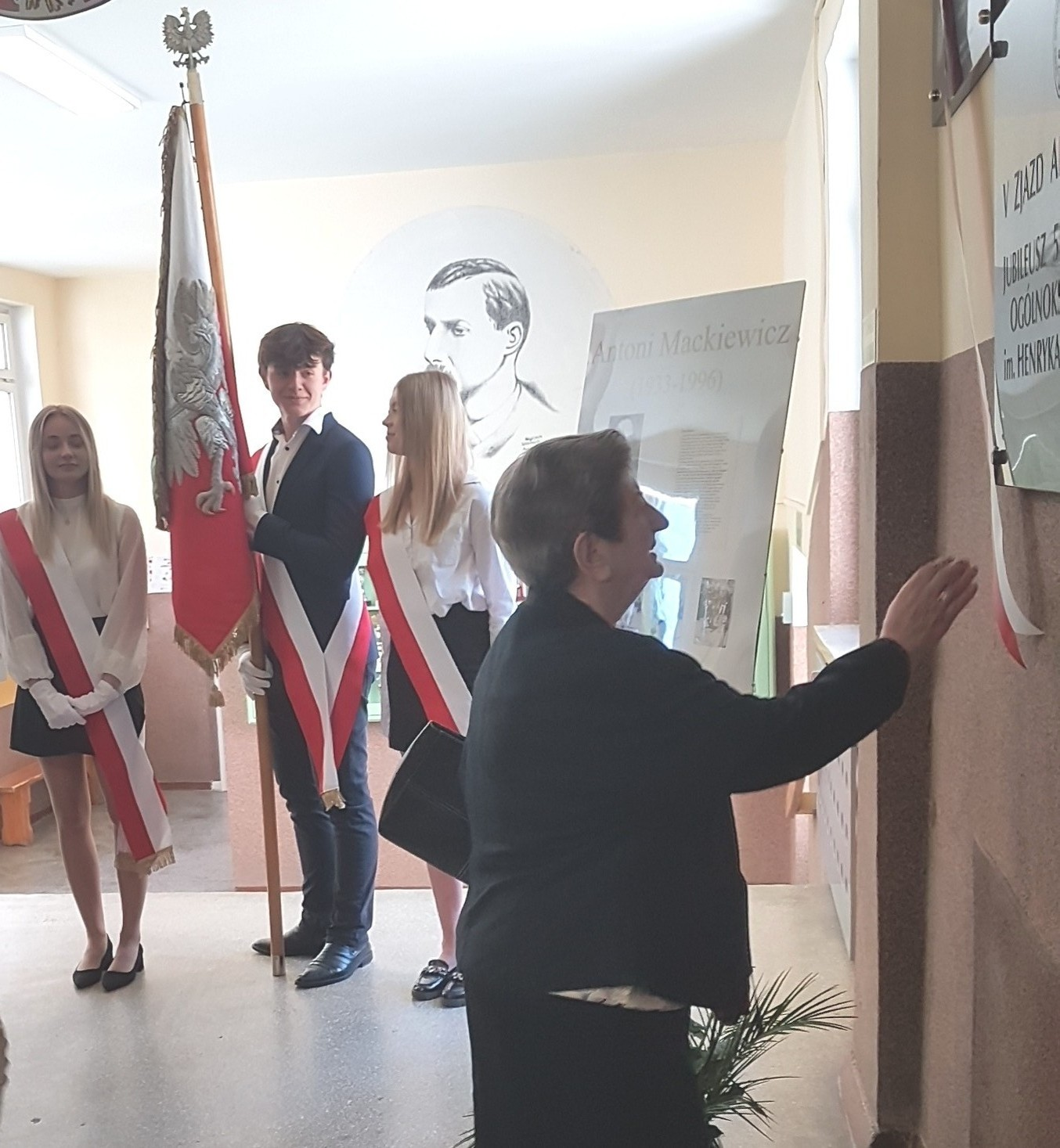
Odsłonięcie tablicy pamiątkowej
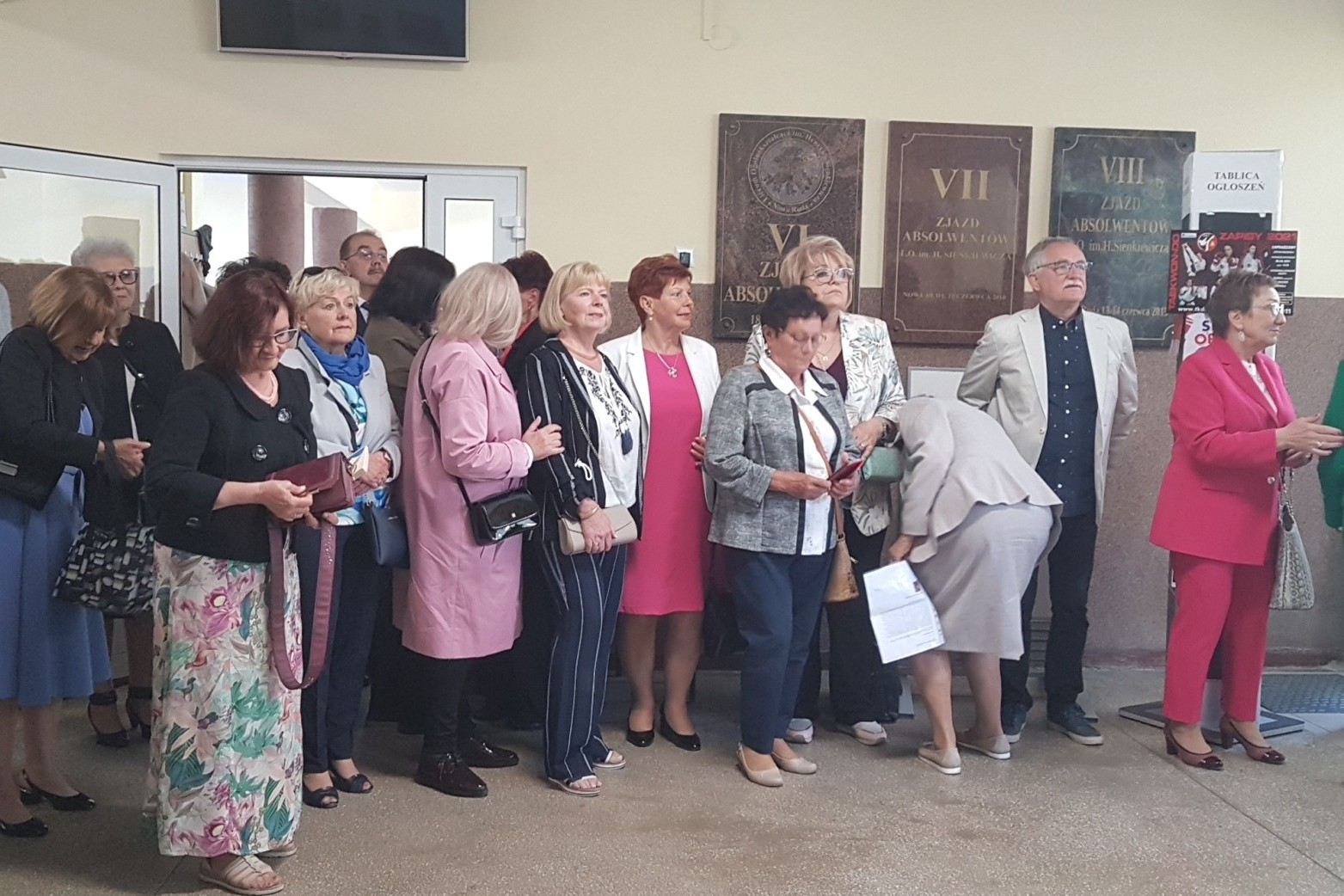
Zjazd Absolwentów LO rocznika 1973
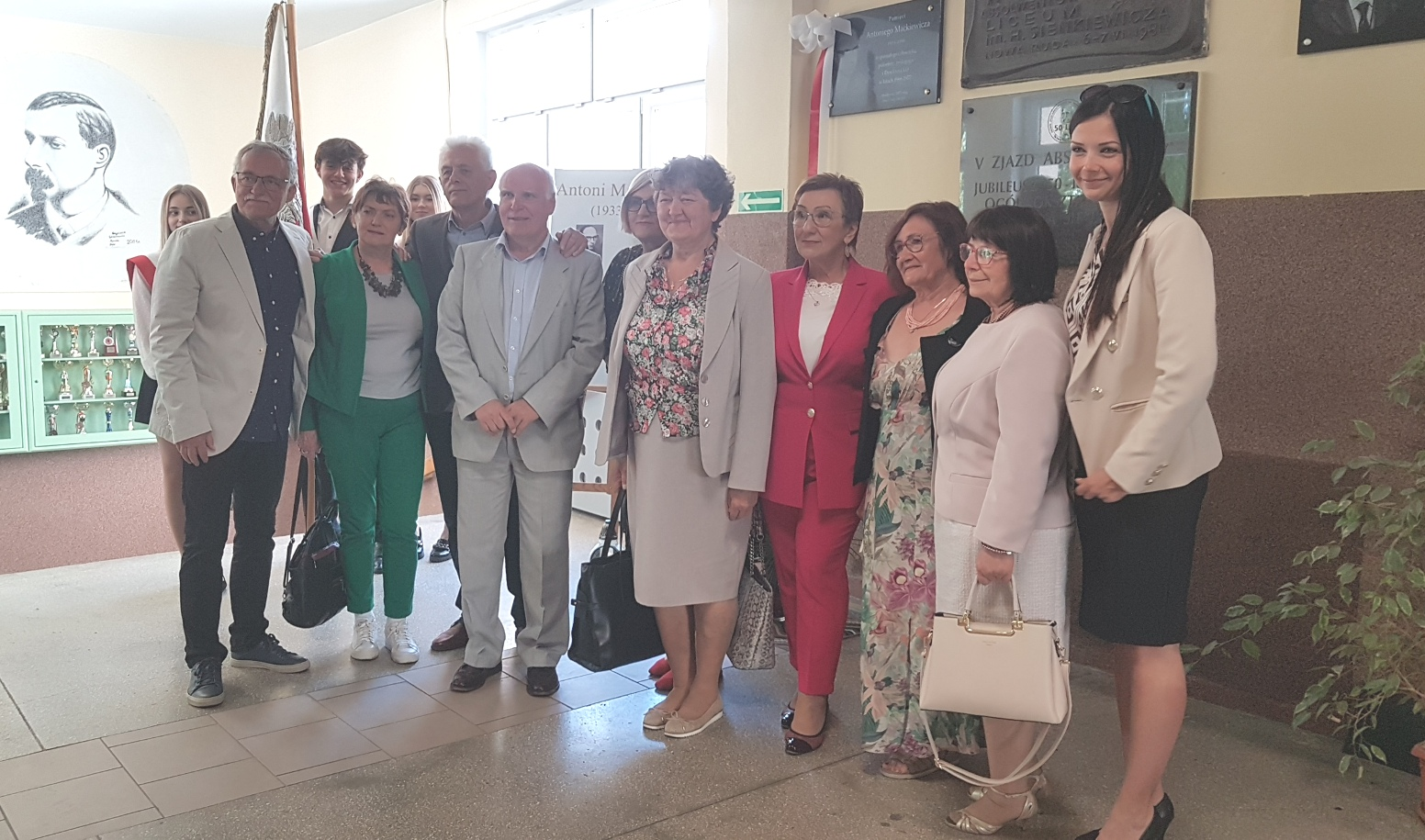
Zjazd rocznika 1973 LO w Nowej Rudzie